# Ingrid Klar
Ingrid Klar, född Ingrid Mårtensdotter den 5 mars 1798 i Mjöbäcks socken i Älvsborgs län död den 13 november 1902 i Norra Hestra församling Jönköpings län, var vid sin död landets äldsta invånare samt den sista överlevande personen i Sverige född på 1700-talet.
Klar föddes 1798, dotter till soldat Mårten Tholander (1770–1804) och Maria Jonasdotter (1770–1844). Den 22 mars 1820 gifte hon sig i Öreryds kyrka med soldaten Mattias Klar (1799–1872) och fick med honom 8 barn, 28 barnbarn och 72 barnbarnsbarn.
Hon hade vid sin död god hörsel, talförmåga, syn och minne och kunde förklara händelser under ett helt århundrade. Då hon fyllde 102 år fick hon 100 kronor i gåva från kungen.
Klar är begraven på Norra Hestra kyrkogård, hennes grav bekostades av Oscar II 1902.